# Тимофеев, Владимир Петрович (учёный)
Владимир Петрович Тимофеев (1892—1981) — советский учёный-лесовод, лауреат Сталинской премии.

## Биография
Родился 15 сентября 1892 года[по какому календарю?] в селе Бабаи Харьковской губернии в семье священнослужителя.
В 1913 году окончил Харьковскую духовную семинарию и поступил в Московский сельскохозяйственный институт, где специализировался под руководством профессора Н. С. Нестерова по лесоводству. В 1916—1917 годах проходил практику в Брянском лесничестве под руководством лесничего А. В. Тюрина. Полученные им результаты были одобрены Постоянной комиссией по Лесному опытному делу и успешно защищены в мае 1918 года качестве дипломной работы (опубликованы в 1928 году).
До 1928 года работал помощником лесничего, с 18 мая 1919 года — лесничим Брянского опытного лесничества. Продолжил исследования путей формирования ельников в Брянском лесном массиве, начатые ещё практикантом-студентом. Заложил в лесничестве целую серию опытов по рубкам ухода за лесом и рубкам главного пользования в хвойных и лиственных насаждениях, по естественному и искусственному возобновлению, очистке лесосек, учёту урожая семян, подсочке леса и т. п. На основании этих опытов было опубликовано несколько статей, составлены программа, правила и руководства по очистке мест рубок. В 1923 году был награждён дипломом участника Всероссийской сельскохозяйственной выставки.
С 1929 года и до конца жизни работал в Тимирязевской сельскохозяйственной академии: старший ассистент, с 1937 года — доцент, с 1949 года — профессор кафедры лесоводства; с сентября 1940 года заведовал и лесной опытной дачей. По совместительству работал на Центральной опытной станции Наркомзема РСФСР, в Институте древесины ВСНХ, Московском НИИЛХ и ВНИИЛХ Главлесохраны СНК СССР.
В 1935 году ВАК утвердил его в учёной степени кандидата сельскохозяйственных наук без защиты диссертации, а в 1947 году он стал доктором сельскохозяйственных наук, защитив в 1946 году диссертацию на тему «Лиственница в культуре» (Выращивание лиственницы. — М.—Л.: Гослесбумиздат, 1948. — 48 с. : ил., карт.). Заслуженный деятель науки РСФСР (1959).
В 1947—1958 годах он также по совместительству был заведующим отделом лесоводства Института леса АН СССР. С 1968 по 1981 год он возглавлял Научно-технический совет Министерства лесного хозяйства РСФСР.
Скончался скоропостижно 12 марта 1981 года. Похоронен на Ваганьковском кладбище в Москве.

## Научная деятельность
В. П. Тимофеевым опубликовано около 250 научных работ.
Круг научных интересов В. П. Тимофеева был всегда связан с решением производственных задач лесоводов. Только по рубкам ухода за лесом и рубкам главного пользования лесом он опубликовал более 10 работ: «Из результатов работ по уходу за лесом»; «Рубки ухода профессора Гергардта»; «Отбор деревьев при рубках ухода»; «Рубки ухода»; «Нормы выработки и организация рубок ухода»; «Планирование, организация и техника рубок ухода»; «Осветления и прочистки» (4 издания); «Рубки главного пользования»; «Оставление сосновых семенников»; «Правила рубок леса в эксплутационной части водоохранной зоны» и др.
Впервые при рубках ухода он предложил классификацию деревьев, суть которой заключалась в том, что рубки ухода и рубки главного пользования должны проводиться не только для получения различного рода древесины, но и в целях улучшения лесорастительных условий, обеспечения роста будущих поколений леса.
Серия работ была посвящена изучению режима влажности лесных почв и воздействию засухи на состояние еловых насаждений, для чего он заложил 26 постоянных пробных площадей. Было установлено, что больше всего от засух в Подмосковье страдают перегущенные ельники в возрасте 70—85 лет.
Особое место в исследованиях В. П. Тимофеева заняла лиственница, по которой он опубликовал свыше 60 работ. Под его руководством в Бронницком лесничестве Московской области во главе с лесничим П. И. Дементьевым были заложены самые большие в мире по площади (около 60 га) и богатейшие по представительству видов и климатических типов географические посадки лиственницы — в чистом произрастании, с сосной, липой, елью, клёном и дубом, — а также старейшие (с 1943 г.) и самые большие по площади (80 га) семенные плантации (ПЛСУ) трёх наиболее устойчивых и продуктивных в условиях Московской и смежных с ней областей видов и форм лиственницы — сибирской, Сукачева, европейской (судетского происхождения). В Лесной опытной даче Тимирязевской академии выращивались культуры более 10 видов и форм лиственницы.
В. П. Тимофеев был участником V Всемирного Лесного конгресса в США, в 1956 году —- членом советской делегации лесоводов в Англии и Шотландии, после которой участвовал в составлении обзора: Лесное хозяйство Великобритании / В. Тимофеев, И. Тищенков, В. Цепляев, И. Шинев. — М.—Л. : Гослесбумиздат, 1957. — 54 с. : ил..
Им было подготовлено 6 докторов и 30 кандидатов наук. Написал учебник: Лесоводство / В. П. Тимофеев, Н. В. Дылис. — М.: Сельхозгиз, 1953. — 552 с., 3 л. карт. : ил. — (Учебники и учебные пособия для сельскохозяйственных техникумов).

## Награды
- Сталинская премия 1949 года — за исследования биологии лиственницы и разработку приемов её выращивания.
- Награждён двумя орденами Ленина (1951 и 1972), орденом Трудового Красного Знамени (1965), двумя серебряными медалями ВДНХ (1955) и Золотой медалью им. Г. Ф. Морозова (1980) за серию работ по повышению продуктивности лесов.